# Argyrocetidae
Az Argyrocetidae az emlősök (Mammalia) osztályának párosujjú patások (Artiodactyla) rendjébe, ezen belül a cetek (Cetacea) alrendágába tartozó fosszilis család.

## Rendszerezés
A családba az alábbi 3 nem tartozik:
- Argyrocetus - típusnem
- Chilcacetus Lambert et al., 2015 - kora miocén; Peru[1][2]
- Macrodelphinus Wilson, 1935 - késő oligocén; Kalifornia, USA[3][4][5]

## Fordítás
- Ez a szócikk részben vagy egészben  a   List_of_extinct_cetaceans#Suborder_Odontoceti című angol Wikipédia-szócikk ezen változatának fordításán alapul.  Az eredeti cikk szerkesztőit annak laptörténete sorolja fel. Ez a jelzés csupán a megfogalmazás eredetét és a szerzői jogokat jelzi, nem szolgál a cikkben szereplő információk forrásmegjelöléseként.